# 台中市公車658路
台中市公車658路主線目前行駛自大安濱海樂園到惠文高中，副線目前行駛大安濱海樂園到惠文高中(經大安港路)。主要行駛於臺灣大道與國道三號，臺中市區沿線並非沿途停靠，僅停靠部分站牌，由中台灣客運營運。

## 歷史
- 2015年8月1日：通車。[1][2][3]
- 2015年10月31日：「中山南中海路口」雙向站位皆往南遷移。
- 2017年9月18日：「中央健保局（惠中路）」更名為「中央健保署（惠中路）」。
- 2019年4月1日：「大甲火車站」更名為「大甲車站（中山路）」。
- 2019年9月1日：主線原起站行駛端點由「大安區公所」延駛至「大安濱海樂園」，新增「中庄」、「中山南中海路口」、「下龜殼」、「龜殼里」、「溪洲」、「塭寮橋」、「大安港」、「媽祖園區」、「福住里環保公園」、「北汕公園」、「大安濱海樂園」等站，並調整其發車時刻表。[4]
- 2019年10月15日：調整發車時刻表。[5]
- 2021年5月17日：雙向新增「甲后路五段316巷口」。[6]
- 2024年6月1日：主線及副線改行駛臺灣大道公車專用道，新增「坪頂(專用道)」、「東海別墅(專用道)」、「榮總／東海大學(專用道)」、「玉門路(專用道)」、「澄清醫院(專用道)」、「中港新城(專用道)」、「福安(專用道)」等站位，取消停靠「坪頂」、「東海別墅」、「臺中榮總(臺灣大道)」、「東大附中」、「中港澄清醫院」、「統聯轉運站(站內)」，並調整發車時刻。[7][8]

## 路線基本資料

### 主線
主線往惠文高中共53站，往大安濱海樂園共56站。
主線自大安濱海樂園起，沿大安區北汕路、中山北路、中山南路、興安路、大甲區興安路、經國路、新政路、三民路、文武路、中山路、水源路、甲后路，上大甲交流道後下龍井交流道，續行駛沿龍井區向上路二段、中興路、臺灣大道五段、西屯區臺灣大道四段、臺灣大道三段、朝富路、市政北六路、惠來路、市政北二路、惠中路二段、南屯區惠中路二段抵達惠文高中。
- 時刻表僅供參考，請以母公司統聯客運網站公告為準
- 時刻表更新時間為2025年3月2日。

| 台中市公車658路主線平/假日時刻列表 | 台中市公車658路主線平/假日時刻列表 | 台中市公車658路主線平/假日時刻列表 | 台中市公車658路主線平/假日時刻列表 |
| ---------------------------------- | ---------------------------------- | ---------------------------------- | ---------------------------------- |
| 大安濱海樂園開時刻                 | 大安濱海樂園站開備註               | 惠文高中開時刻                     | 惠文高中開備註                     |
| 06:00                              | -                                  | 05:50                              | -                                  |
| 06:40                              | -                                  | 06:20                              | -                                  |
| 07:30                              | -                                  | 07:05                              | -                                  |
| 08:00                              | -                                  | 08:00                              | -                                  |
| 09:00                              | -                                  | 08:40                              | -                                  |
| 09:40                              | -                                  | 09:20                              | -                                  |
| 10:50                              | -                                  | 11:00                              | -                                  |
| 11:50                              | -                                  | 11:40                              | -                                  |
| 12:40                              | -                                  | 12:10                              | -                                  |
| 13:50                              | -                                  | 13:10                              | -                                  |
| 14:50                              | -                                  | 13:40                              | -                                  |
| 15:00                              | -                                  | 14:20                              | -                                  |
| 15:20                              | -                                  | 14:50                              | -                                  |
| 16:00                              | -                                  | 15:50                              | -                                  |
| 16:40                              | -                                  | 16:30                              | -                                  |
| 17:50                              | -                                  | 16:50                              | -                                  |
| 18:30                              | -                                  | 17:10                              | -                                  |
| 20:10                              | -                                  | 18:20                              | -                                  |

### 副線
副線往惠文高中共49站，往大安濱海樂園共52站。
副線自大安濱海樂園起，沿大安區大安港路左轉中山北路，經過大安港後行經路線與主線相同。
- 時刻表僅供參考，請以母公司統聯客運網站公告為準。
- 時刻表更新時間為2025年3月2日。

| 台中市公車658副平/假日時刻列表 | 台中市公車658副平/假日時刻列表 | 台中市公車658副平/假日時刻列表 | 台中市公車658副平/假日時刻列表 |
| ------------------------------ | ------------------------------ | ------------------------------ | ------------------------------ |
| 大安濱海樂園開時刻             | 大安濱海樂園開備註             | 惠文高中開時刻                 | 惠文高中開備註                 |
| 06:50                          | -                              | 05:20                          | -                              |
| 10:30                          | -                              | 08:50                          | -                              |
| 11:20                          | -                              | 09:40                          | -                              |
| 12:20                          | -                              | 10:40                          | -                              |
| 13:00                          | -                              | 11:20                          | -                              |
| 14:10                          | -                              | 12:40                          | -                              |
| 15:40                          | -                              | 14:00                          | -                              |
| 17:10                          | -                              | 15:30                          | -                              |
| 19:20                          | -                              | 17:30                          | -                              |
| 21:00                          | -                              | 19:20                          | -                              |

### 停站
參見右側站牌路線圖。

### 收費
- 依里程計費；刷綁定台中市民卡之電子票證，享雙十公車優惠（10公里免費及扣款最高金額10元）。
- 里程計費說明：
  - 基本里程：10公里。
  - 基本里程票價全票20元、半票11元。
  - 超過基本里程（10公里）計費方式：
    - 全票=[2.431 x 搭乘里程數x (1+5%營業稅)] （四捨五入）
    - 半票=[2.431 x 搭乘里程數x (1+5%營業稅)] x 50% （四捨五入）

  - 兒童、老人、身心障礙者及其陪伴者依規定半票收費。

## 其他
大安區交通不便利，為拉近城鄉發展差距，方便當地居民就學、就醫、上班與購物需求，臺中市議員吳敏濟提案要求臺中市政府交通局開闢「大安新幹線」，以縮短往來市中心與大安區的時間。